# Панельний спосіб підготовки шахтного поля
Панельний спосіб підготовки шахтного поля — поділ пласта в межах шахтного поля на ділянки, витягнуті за падінням від верхньої межі горизонту до нижньої та відпрацювання похилих виробок як самостійного комплексу.

## Загальний опис
Для підготовки панелі від пункту перетину квершлаґу з пластом проводять головний штрек до її середини. Від нього за підняттям пласта проводять панельні бремсберґ і два хідники, призначені для доставки різних вантажів та пересування людей — допоміжний і людський. Панелі за падінням пласта ділять на яруси (поняття ярусу в панелі відповідає поняттю поверху при поверховій підготовці шахтного поля). Для цього від панельних похилих виробок в обидва боки проводять ярусні штреки: відкатний і вентиляційний. У місцях перетину похилих виробок і штреків споруджуються приймально-відправні майданчики.
Яруси виробляються як прямим, так і зворотним ходом — так само як і поверхи при поверховій підготовці. У першому випадку штреки з'єднуються розрізними печами біля похилих виробок, в другому — біля меж панелі.
За падінням пласта найчастіше застосовується низхідний порядок вироблення ярусів — зверху вниз. Можливим є і висхідний порядок вироблення поверхів — знизу вгору. Порядок вироблення панелей у бремсберґових полях приймають прямий: від стволів до меж шахтного поля. При виробленні похилових полів — зворотний: від меж шахтного поля до стволів.
Залежно від виробничої потужності шахти одночасно в роботі може бути одна, дві й більше панелей. На час завершення очисних робіт у бремсберґовій частині шахтного поля мають бути підготовлені до роботи панелі в похиловій частині. Похили і хідники (допоміжний та людський) поглиблюються в міру вироблення ярусів. Вугілля в межах панелі здебільшого транспортується конвеєрами, а по головному відкатному штреку доставляється у приствольний двір звичайно електровозним транспортом. У разі горизонтального залягання пласта замість панельних бремсберґів і похилів проводяться панельні штреки.
Загальна схема поділу шахтного поля на частини залишається такою ж самою. Похила висота при виробленні однією лавою становить звичайно 150—200 м. Більша похила висота ярусу і поділ його на під'яруси застосовуються рідко. П.п.ш.п. застосовується при кутах падіння пласта до 25° і великих розмірах шахтного поля за простяганням — понад 4000 — 5000 м.